# Movimiento del Futuro
El Movimiento del Futuro es un partido político del Líbano liderado por Saad Hariri, hijo del asesinado Rafik Hariri. Es el principal miembro de la llamada Alianza del 14 de Marzo, la cual ganó las elecciones generales del Líbano de 2009, en las que consiguió 28 escaños. La mayoría de los votantes del partido son musulmanes suníes.